# Liste von Burgen, Schlössern und Festungen in Dänemark
Diese Liste führt Burgen, Schlösser und Festungen in Dänemark ebenso wie dänische Herrenhäuser, Paläste und befestigte Adelssitze auf, deren Bau spätestens im 19. Jahrhundert begann.

## Region Hovedstaden

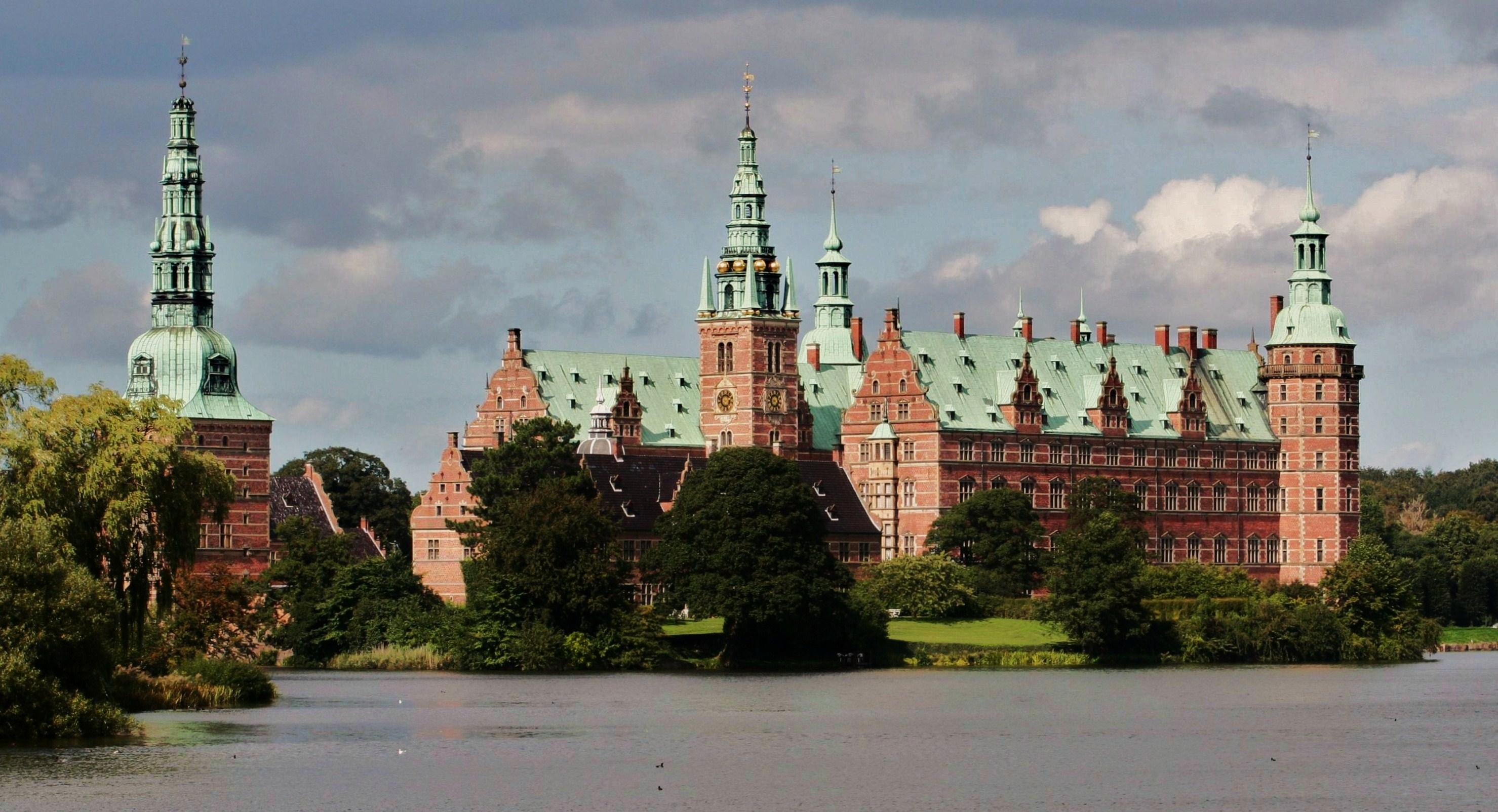
Wasserschloss Frederiksborg in Hillerød mit dem Nationalhistorischen Museum

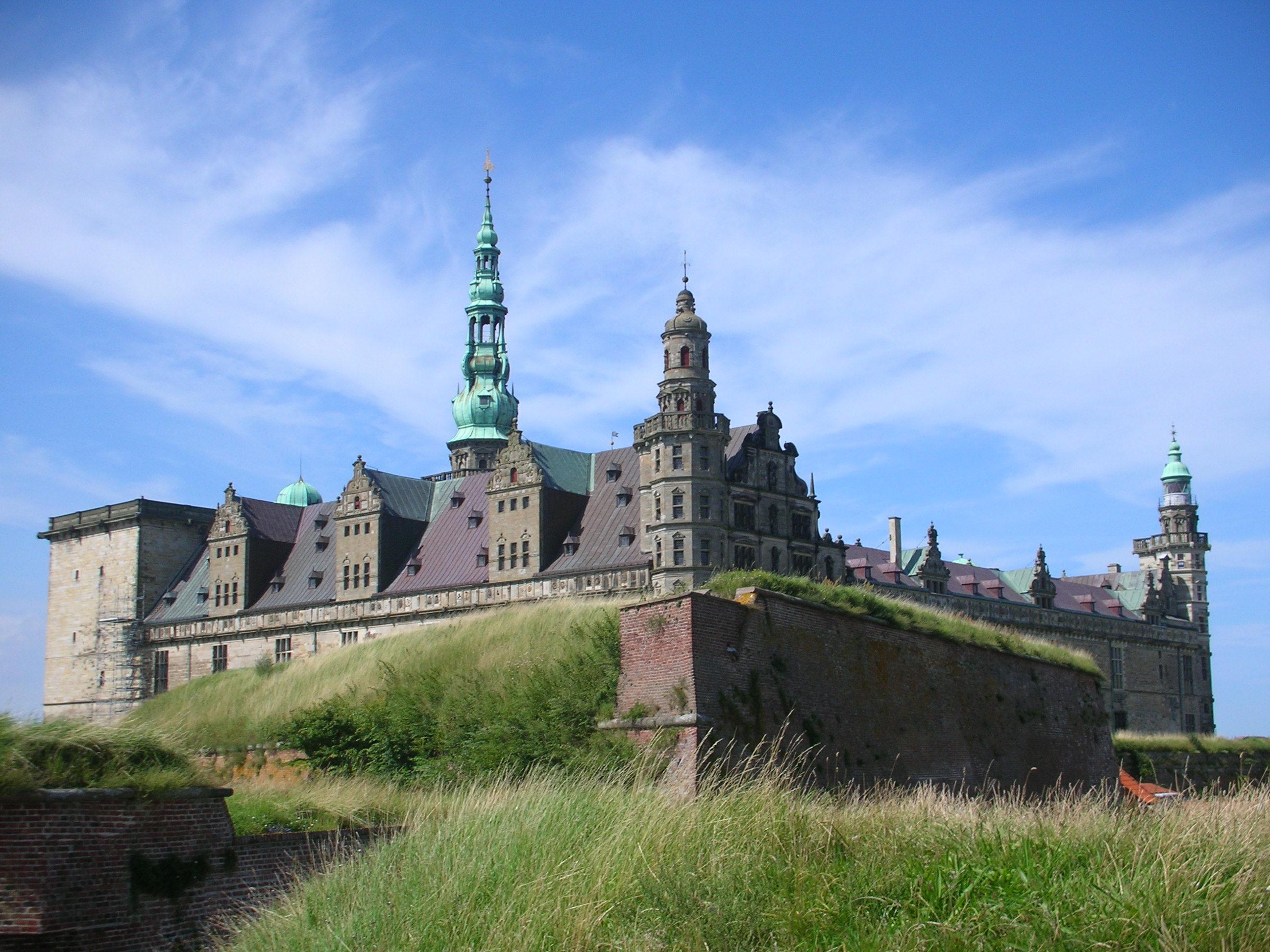
Schloss Kronborg in Helsingør, eines der Welterbestätten Dänemarks

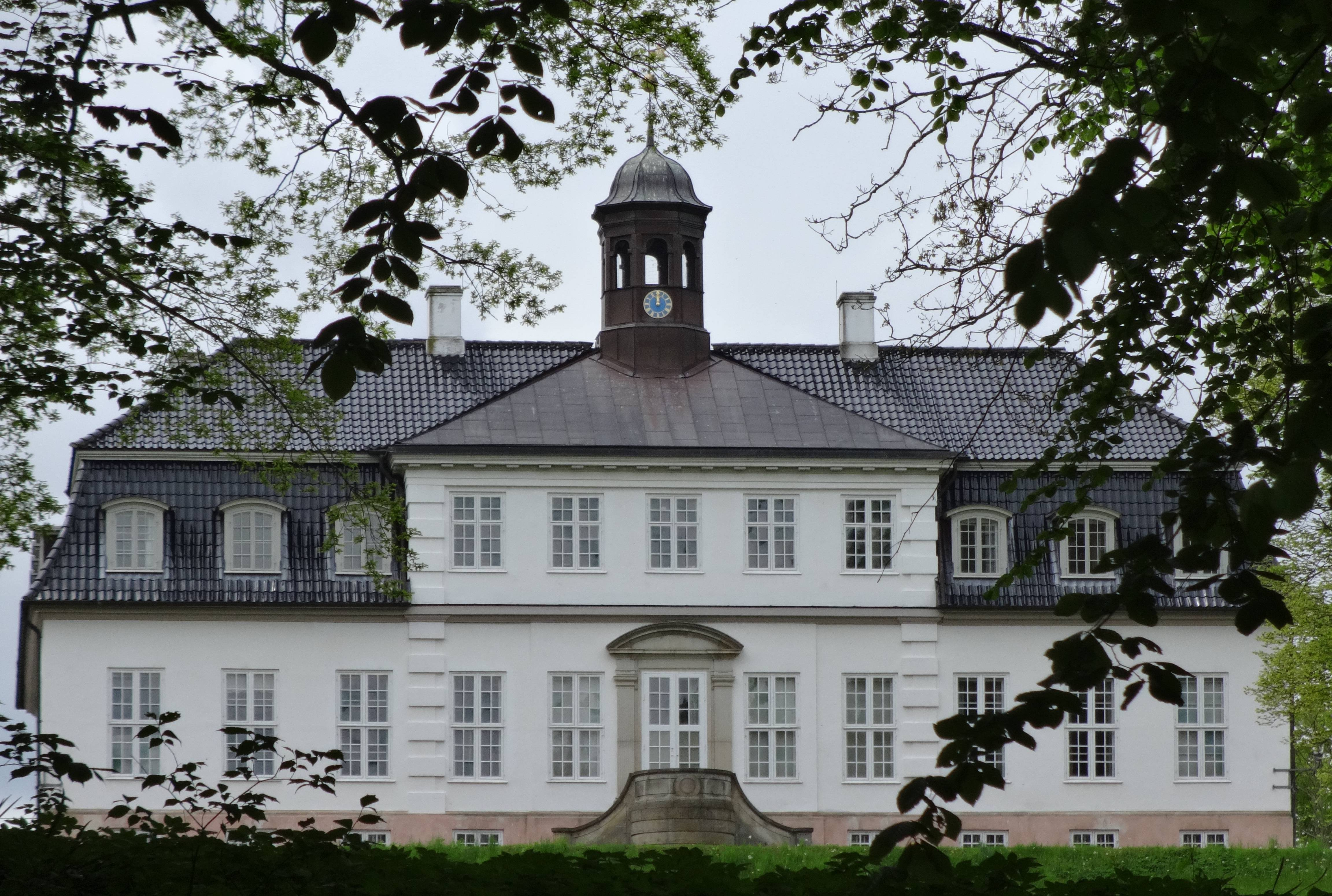
Schloss Sorgenfri in Lyngby bei Kopenhagen

- Schloss Amalienborg: Stadtresidenz der dänischen Königin in Kopenhagen
- Schloss Bernstorff: Kleiner schlichter Schlossbau in Gentofte, der von dem dänischen Außenminister Johan Hartvig Ernst Bernstorff als Sommerresidenz erbaut wurde
- Schloss Charlottenborg: Sitz der Königlichen Dänischen Kunstakademie in der Innenstadt Kopenhagens
- Schloss Charlottenlund: Das Schloss in Gentofte wurde nach der dänischen Prinzessin Charlotte Amalie benannt und hieß zuvor Gyldenlund.
- Schloss Christiansborg: Sitz des dänischen Parlaments in Kopenhagen
- Schloss Frederiksberg: Früher eine Sommerresidenz in Kopenhagen, beherbergt das Schloss heute eine Militärakademie.
- Schloss Frederiksborg: Wasserschloss in Hillerød auf der Insel Seeland
- Schloss Frederiksdal: Kleines Lustschloss in Lyngby am Furesee
- Schloss Fredensborg: Barockschloss auf der Insel Seeland. Im Frühjahr und Herbst Wohnsitz der dänischen Königsfamilie.
- Burg Hammershus: Eine der größten Burgruinen Nordeuropas auf der Insel Bornholm
- Schloss Eremitage: Jagdschloss im Jægersborg Dyrehaven im Norden von Kopenhagen
- Schloss Hvidøre: Witwensitz von Kaiserin Dagmar von Russland und Königin Alexandra von Großbritannien
- Schloss Jægerspris: Jagdschloss auf Seeland
- Schloss Kokkendal (Nordseeland): Schloss  von 1866 in der Kommune Hørsholm. (Ein gleichnamiges Schloss steht in der Region Nordjylland.)
- Schloss Kronborg: Festung in Helsingør auf Seeland und Schauplatz von Hamlet
- Lilleborg: Burgruine auf Bornholm, die aus der Mitte des 12. Jahrhunderts stammt
- Schloss Marienlyst: Das Schloss in Helsingør beherbergt heute ein Museum und eine Kunstgalerie.
- Næsseslottet: Herrenhaus im Stil Louis-seize in Holte, das heute als Hotel genutzt wird
- Schloss Rosenborg: Das Schloss in Kopenhagen geht auf ein zweistöckiges Sommerhaus König Christians IV. zurück.
- Schæffergården: Rokoko-Herrenhaus im Kopenhagener Stadtteil Jægersborg, erbaut 1755–1756, ehemaliger Wohnsitz von Prinz Harald und Prinzessin Helena, zeitweise bezeichnet als Jægersborghus.
- Schloss Sorgenfri: Königliches Schloss in Lyngby bei Kopenhagen

## Region Midtjylland

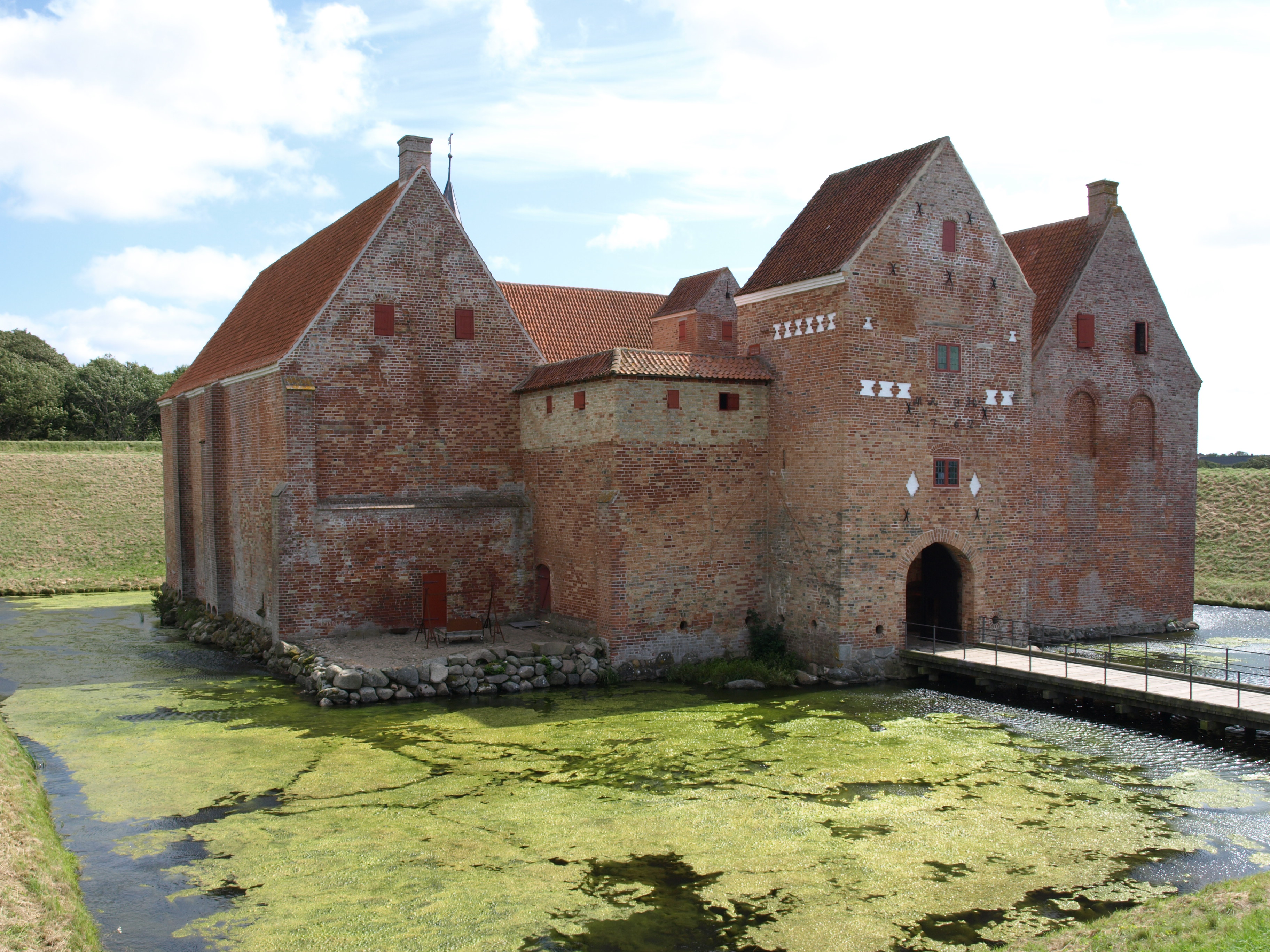
Burg Spøttrup nordwestlich von Skive, einer der ältesten Herrensitze Dänemarks

- Brejninggaard: Herrenhaus in Spjald, das heute eine Schule beherbergt
- Schloss Clausholm: Witwensitz der dänischen Königin Anna Sophie in Randers
- Schloss Frijsenborg: Frijsenborgs imposantes Herrenhaus im Stil der niederländischen Renaissance
- Burg Kalø: Die mittelalterliche Burg auf der dänischen Insel Kalø diente 1518 als Gefängnis für Gustav I. Wasa.
- Nørre Vosborg: Historischer Herrensitz in Vemb. Er beherbergt heute ein Tagungshotel und Kulturzentrum.
- Schloss Rosenholm: Vierflügelanlage bei Hornslet im Stil der italienischen Renaissance
- Burg Spøttrup: Besterhaltene mittelalterliche Burg Dänemarks. Sie liegt nordwestlich von Skive in Jütland.
- Strandet: sehr schlichtes klassizistisches Herrenhaus aus den 1790er Jahren in der Kommune Skive, restauriert von 2000 bis 2005.
- Schloss Vilhelmsborg: Klassizistisches Herrenhaus von 1844 in Aarhus
- Schloss Marselisborg: Residenz des Königshauses in Aarhus, erbaut 1902 für Christian und Alexandrine von Dänemark
- Schloss Løvenholm (vormals Gjesing Holm) im Dorf Gjesing auf Djursland.
- Schloss Sostrup: Ehemaliges Kloster nahe dem Ort Gjerrild.

## Region Nordjylland

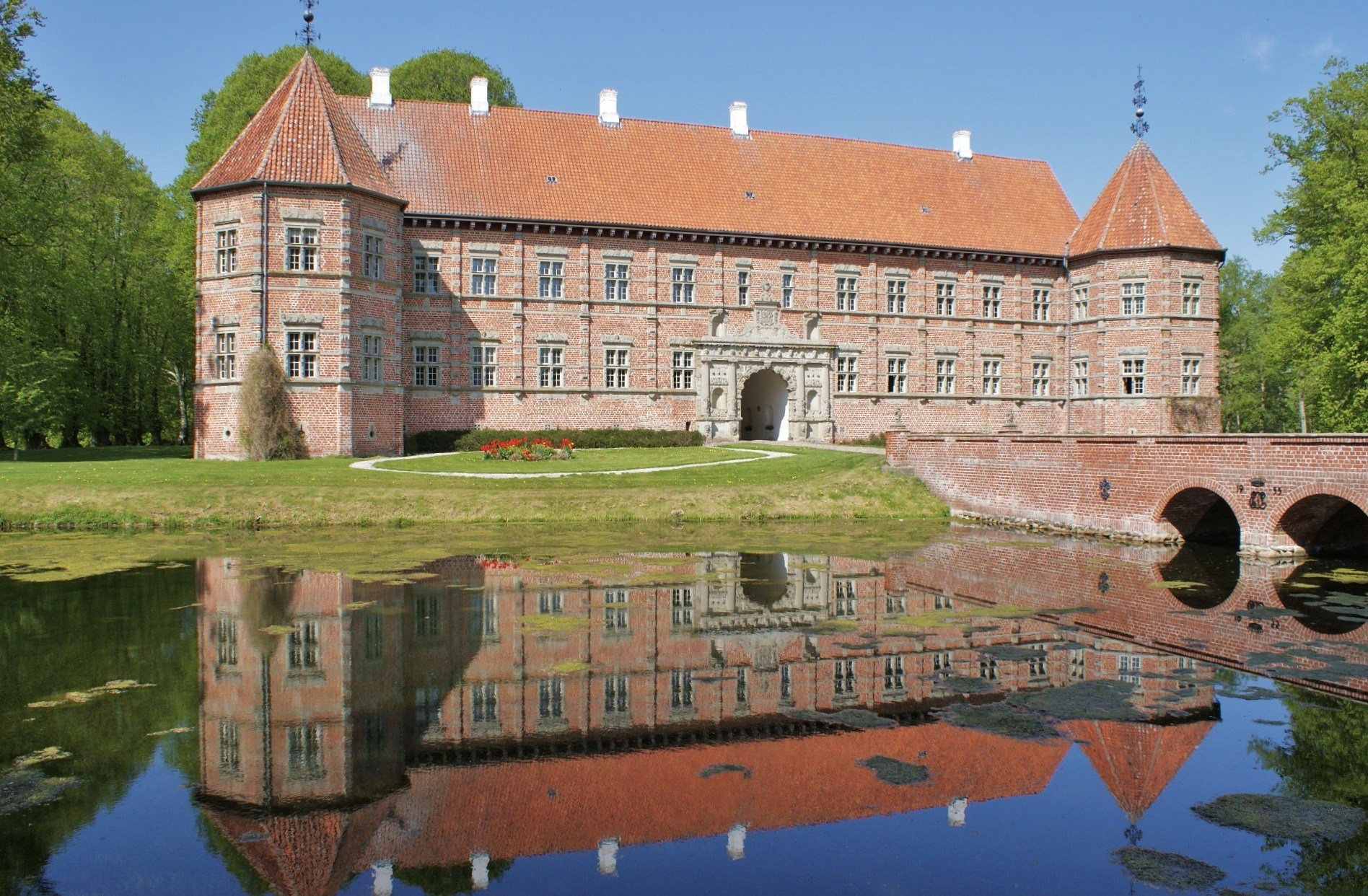
Schloss Voergaard auf der Insel Vendsyssel-Thy

- Aggersborg: Dänemarks größte Wikingerburg am Aggersund nördlich der Stadt Løgstør
- Schloss Dronninglund: mehrflügeliges Schloss in der Kommune Brønderslev.
- Fyrkat: Wikingerburg in der Nähe von Hobro
- Klitgården: Herrenhaus von 1914 bei Skagen, erbaut als Sommerresidenz von König Christian X. und Königin Alexandrine
- Schloss Kokkedal (Nordjütland): altes, geräumiges Schloss in der Nähe des Limfjords. (Ein gleichnamiges Schloss steht auf Seeland in der Region Hovedstaden.)
- Schloss Gammel Vraa: Kleines mittelalterliches Schloss in der Kommune Aalborg, heute als Hotel genutzt.
- Kongstedlund: Herrenhaus von 1592 bei Aalborg, von 1922 bis 1961 Wohnsitz von Dagmar von Dänemark.
- Villestrup: dreiflügeliges Herrenhaus bei Hobro in der Kommune Mariagerfjord, erbaut 1538–1542. Der barocke Park ist öffentlich zugänglich.
- Schloss Voergaard: Eines der besterhaltenen Schlösser Dänemarks in Brønderslev

## Region Sjælland

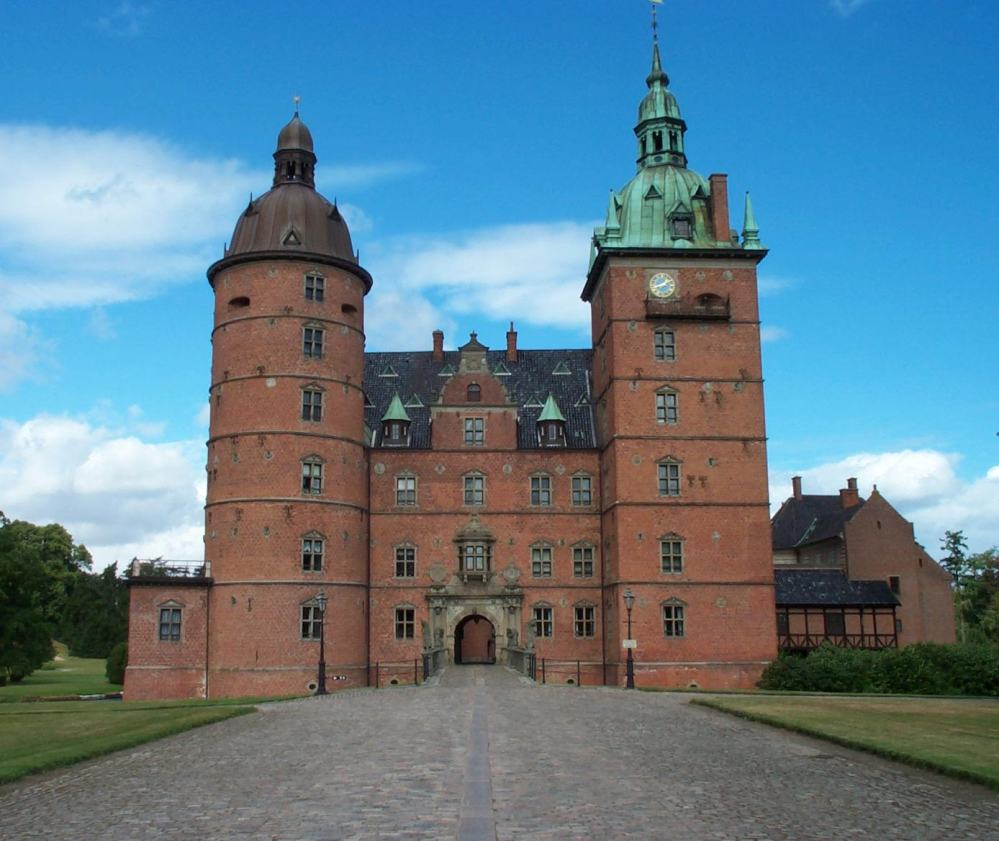
Schloss Vallø

- Schloss Aalholm: Herrenhaus einer Gutsdomäne in Nysted
- Wasserschloss Borreby (Borreby Herreborg): südlich von Skælskør auf der Margeritenroute, im Jahre 1556 erbauter Herrensitz mit Parkanlage von 1750 im französisch-geometrischen Stil (gern gesehener Gast war der dänische Schriftsteller und Märchenschreiber Hans Christian Andersen)
- Schloss Gavnø: Rokokoschloss bei Næstved im Süden von Seeland
- Gisselfeld: nahe Næstved, das Renaissance-Schloss wurde 1547 bis 1575 von Peder Oxe errichtet
- Slot Kalundborg: das ehemalige Schloss Kalundborg, eines der stärksten und mächtigsten Dänemarks im 15. Jahrhundert, 1670 abgebrochen, nur der Grundmauerrest eines der vier mächtigen rechteckigen Wehrtürme, des „Folen“ Turmes, sind noch erhalten und sichtbar.
- Holsteinborg Slot (auch Holsteinborg): Schloss, 13 km östlich von Skælskør, zwischen 1598 und 1651 erbaut, seit 1707 in zwölfter Generation im Besitz der Familie Holstein
- Lerchenborg: Barockes Herrenhaus in der Nähe von Kalundborg
- Schloss Ledreborg: Rokokoschloss in Lejre
- Schloss Liselund: Kleines klassizistisches Landhaus auf der Insel Møn. Es dient dem Dänischen Nationalmuseum als Außenstelle.
- Burg Ravnsborg: Von der mittelalterlichen Burg in Lolland sind nur noch wenige Reste vorhanden.
- Roskilde Palæ: Bischofs-Palais hinter dem Dom von Roskilde, große Dreiflügelanlage, beherbergt heute auch verschiedenste Museen.
- Burg Taarnborg: Ehemalige Burganlage in Slagelse
- Trelleborg: Ehemalige Wikingerburg westlich von Slagelse
- Schloss Vallø: Schloss aus dem 13. Jahrhundert südlich von Køge
- Vestborg Kalundborg: Die ehemalige Westburg in Kalundborg, heute Burgstall mit kleinen Resten, 1167 als älteste der zwei Burgen von Esbern Snare erbaut, um den Hafen des Ortes zu schützen
- Burg Vordingborg: Ruine der größten mittelalterlichen Burganlage Dänemarks in Vordingborg

## Region Syddanmark

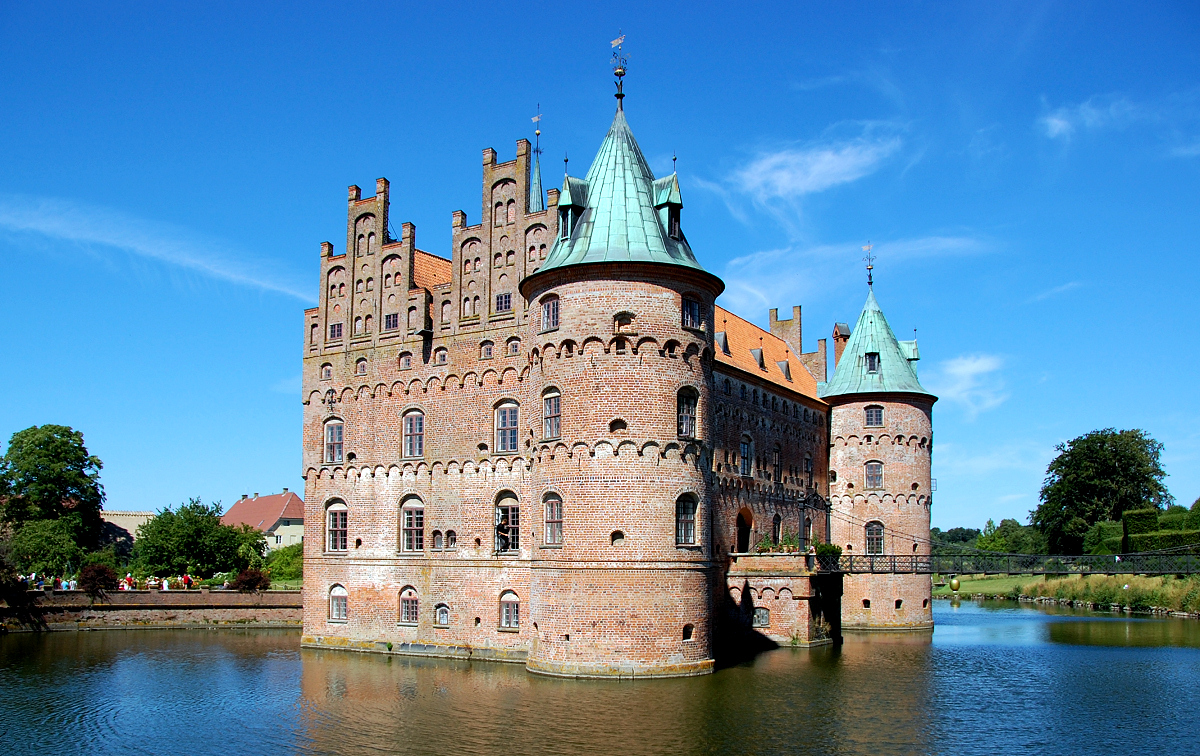
Schloss Egeskov, eine Wasserburg südlich von Ringe in der Faaborg-Midtfyn Kommune auf Fünen

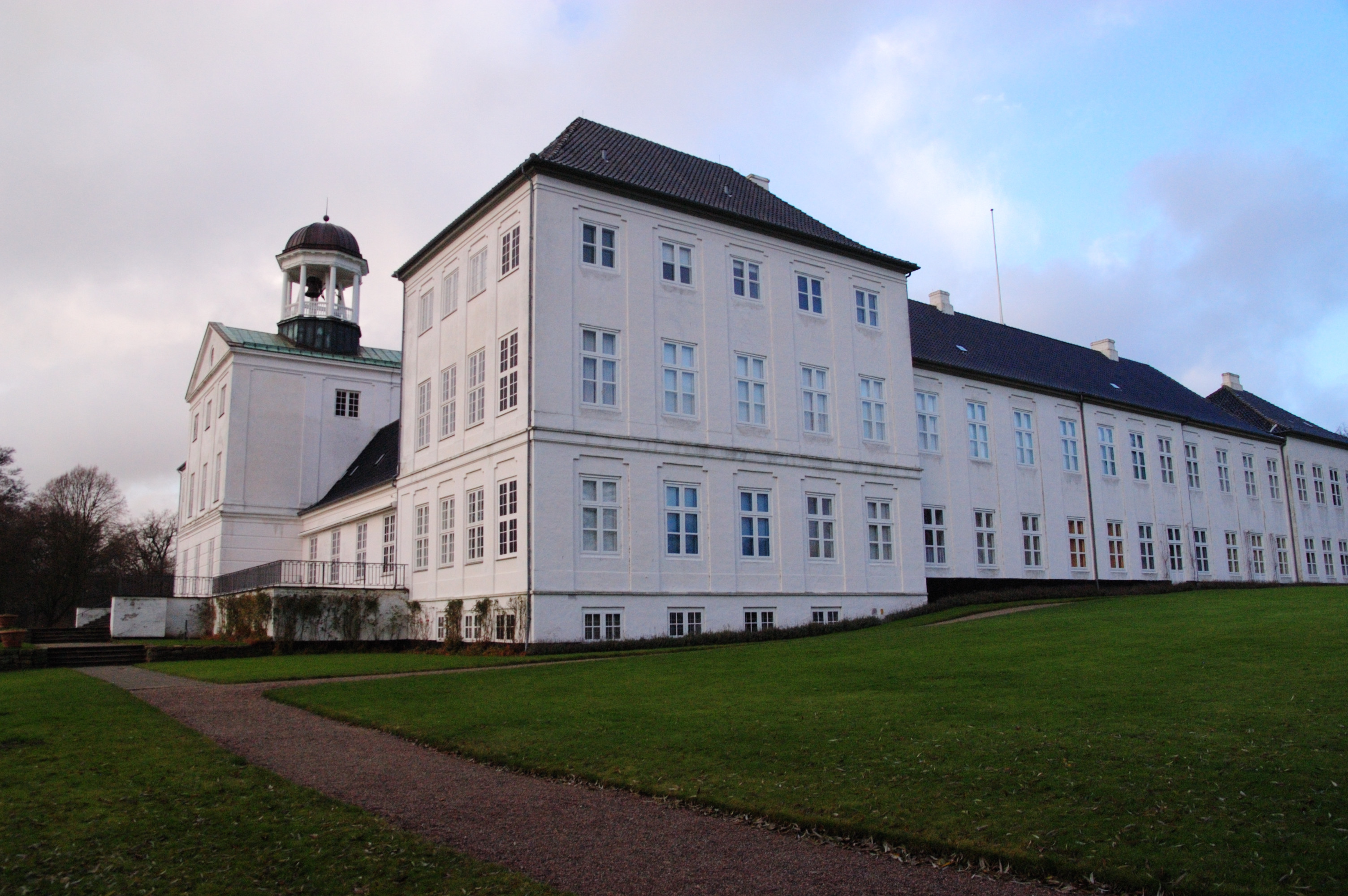
Schloss Gravenstein, Sommerresidenz des dänischen Königshauses

- Schloss Augustenborg: Ehemaliger Sitz der Herzöge von Schleswig-Holstein-Sonderburg-Augustenburg in Augustenborg auf der Insel Alsen. Das Schloss beherbergt heute eine psychiatrische Klinik.
- Schloss Brahetrolleborg: Ehemaliges Zisterzienserkloster auf Fünen
- Schloss Brundlund: Das Schloss in Aabenraa dient heute als Kunstmuseum
- Schloss Egeskov: Wasserburg auf der Insel Fünen
- Schloss Engelsholm: Das Schloss in Bredsten wird heute als Hochschule für bildende Kunst und Musik genutzt.
- Schloss Gram: Dreiflügeliges Wasserschloss in Haderslev
- Schloss Gravenstein: Sommerresidenz des dänischen Königshauses in Gråsten
- Schlossruine Grøngaard, Ruine östlich von Tønder, von Herzog Hans dem Älteren 1570 erbaut
- Schloss Holckenhavn: Die Räume des Schlosses südlich von Nyborg können für Veranstaltungen gemietet werden.
- Schloss Krengerup: Herrenhaus eines Guts, auf dessen Gelände sich heute verschiedene Museen und ein öffentlich zugänglicher Park befinden
- Koldinghus: Die Wurzeln der Burg in Kolding liegen im 13. Jahrhundert. Heute dient die Anlage als Museum.
- Schloss Lykkesholm: In dem Schloss auf Fünen ließ sich der Dichter Hans Christian Andersen zu mehreren seiner Werke inspirieren.
- Nonnebakken: Teilweise ergrabene Wikingerburg in Odense
- Schloss Nordborg: Eine der ältesten Schlossanlagen Dänemarks in Nordborg auf der Insel Alsen. Das Schloss war Stammsitz des Teilherzogtums Schleswig-Holstein-Sonderburg-Norburg.
- Schloss Nyborg: Schlossruine in Nyborg auf Fünen
- Schloss Riberhus: Nicht mehr existente, königliche Burg in Ribe
- Schloss Sandbjerg: Herrenhaus auf der Halbinsel Sundewitt
- Schloss Schackenborg: Barockschloss in Møgeltønder in Südjütland. Das Schloss war bis 2014 Residenz von Prinz Joachim.
- Schloss Sonderburg: Einer der ältesten Profanbauten Südjütlands in Sønderborg und Stammsitz des Adelshauses Schleswig-Holstein-Sonderburg
- Burg Tørning: Von der ehemaligen Burg im dänischen Nordschleswig ist nur noch der Burgwall erhalten.
- Schloss Tranekær: Anlage auf der Insel Langeland inmitten eines großen Schlossparks
- Schloss Trøjborg: Ruine eines Wasserschlosses westlich von Visby